# Dragueurs de mines belges de type MSO
Les dragueurs de mines belges de type MSO sont des dragueurs de mines de la Classe Aggressive construits par divers chantiers navals américains entre 1953 et 1958.

Sept unités furent transférées entre 1956 et 1966 à la Force Navale belge. D'autres unités furent aussi transférées à la Marine nationale française à la Marine royale norvégienne, à la République des Philippines et à la Marine de la République de Chine.

## Service
Les dragueurs de mines océaniques de type MSO se différencient des dragueurs côtiers de type MSC (Mine Sweeper Coastal) et des dragueurs de petits fonds de type MSI (Mine Sweeper Inshore) par leur travail en eau profonde.
Six des unités furent reconverties en chasseur de mines MHSO (Mine Hunter Sweeper Ocean) entre 1973 et 1976. 

Le septième, le M907 Artevelde servit de navire-base de plongeurs-démineurs à partir de 1974.

### Moyens techniques
Dragage des mines :
- 1 drague mécanique
- 1 drague magnétique : Type MMKG
- 2 dragues acoustiques (moyenne et basse fréquence)

Chasse aux mines :
- 1 sonar (search and classification)
- 1 engin sous-marin filoguidé
- 2 RIB équipés de rails de mouillage de mines

## Les unités
| Indicatif visuel et nom      | Ville marraine        | ex(US Navy)                               | Classe    | Chantier naval                                 | Lancement        | Armement          | Transfert      | Reconversion                                    | Fin de carrière |
| ---------------------------- | --------------------- | ----------------------------------------- | --------- | ---------------------------------------------- | ---------------- | ----------------- | -------------- | ----------------------------------------------- | --------------- |
| M902 J.E. Van Haverbeke (II) | Vilvorde              | USN MSO-522                               | Ability   | Peterson Builders inc. Sturgeon Bay-Wisconsin  | 29 octobre 1959  | 7 novembre 1960   | 2 mai 1961     | converti en MHSO en 1975                        | détruit en 2002 |
| M903 Dufour (III)            | Bruxelles             | USN MSO-498 ex M950 Langen (M.R. Norvège) | Agressive | Bellingham Shipyard inc. Bellingham-Washington | 13 août 1954     | 27 septembre 1955 | 14 avril 1966  | converti en MHSO en 1974                        | détruit en 2007 |
| M904 De Brouwer (II)         | Comte Yves de Brouwer | USN MSO-499 ex M951 Mansen (M.R. Norvège) | Agressive | Bellingham Shipyard inc. Bellingham-Washington | 15 octobre 1954  | 1er novembre 1955 | 14 avril 1966  | converti en MHSO en 1973                        | détruit en 2007 |
| M906 Breydel                 | Bruges                | USN MSO-504                               | Agressive | Tacoma Boat Building.co Tacoma-Washington      | 25 mars 1955     | 24 janvier 1956   | septembre 1966 | converti en MHSO en 1976                        | détruit en 2006 |
| M907 Artevelde               | Termonde              | USN MSO-503                               | Agile     | Tacoma Boat Building.co Tacoma-Washington      | 19 juin 1954     | 15 décembre 1955  | juin 1956      | converti en base de plongeurs-démineurs en 1974 | détruit en 1987 |
| M908 Georges Truffaut        | Liège                 | USN MSO-515                               | Acme      | Tampa Shipbuilding.co inc. Tampa-Floride       | 11 novembre 1955 | 21 septembre 1956 | août 1957      | converti en MHSO en 1976                        | détruit en 2007 |
| M909 François Bovesse        | Namur                 | USN MSO-516                               | Acme      | Tampa Shipbuilding.co inc. Tampa-Floride       | 2 août 1956      | 25 janvier 1957   | septembre 1957 | converti en MHSO en 1976                        | détruit en 2007 |